# Peel P50
O Peel P50 foi um microcarro, projetado por Cyril Cannel. Entre 1962 a 1965, foram produzidas aproximadamente 100 unidades na Ilha de Man pela empresa britânica Peel Engineering Company, que foram vendidas por £199,00 (aproximadamente 1.200 reais).
É conhecido por ser o menor carro na história, com 1,34 m de comprimento e com menos de 60kg. Foi vendido como um meio de transporte para "uma pessoa e um saco de compras".
Era equipado com um motor de 49 cc, com um câmbio manual de três marchas e sem marcha à ré, as pessoas tinham que sair dele e girar-lo manualmente, atingia uma velocidade máxima de cerca de 61 km/h.
Foi sucedido pelo Peel Trident.
A Peel Engineering Co. foi dissolvida em 1974, mas em 2010, foi aberta, no Reino Unido, outra empresa com a mesma denominação, que se dedica a produção de réplicas do Peel 50, com versões equipadas com motor a gasolina ou elétrico.
A moderna versão a gasolina é equipada com um motor de 49 cc de quatro tempos, com transmissão continuamente variável (Câmbio CVT), e chega a fazer 50 km/litro.
A versão elétrica, também é equipada com um Câmbio CVT e tem autonomia de 30 Km.
Ambas as versões têm uma velocidade máxima limitada de 65 km/h.

## Críticas
O Peel P50, juntamente com o seu irmão Peel Trident fazem parte das listas dos piores carros alguma vez fabricados. 